# Sheridan's

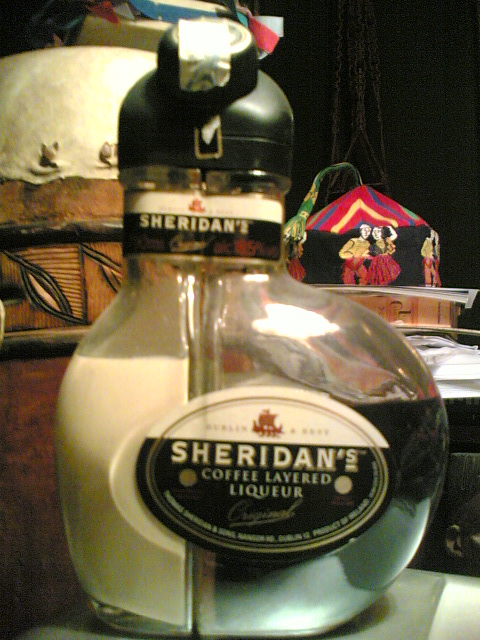
Una bottiglia di Sheridan's

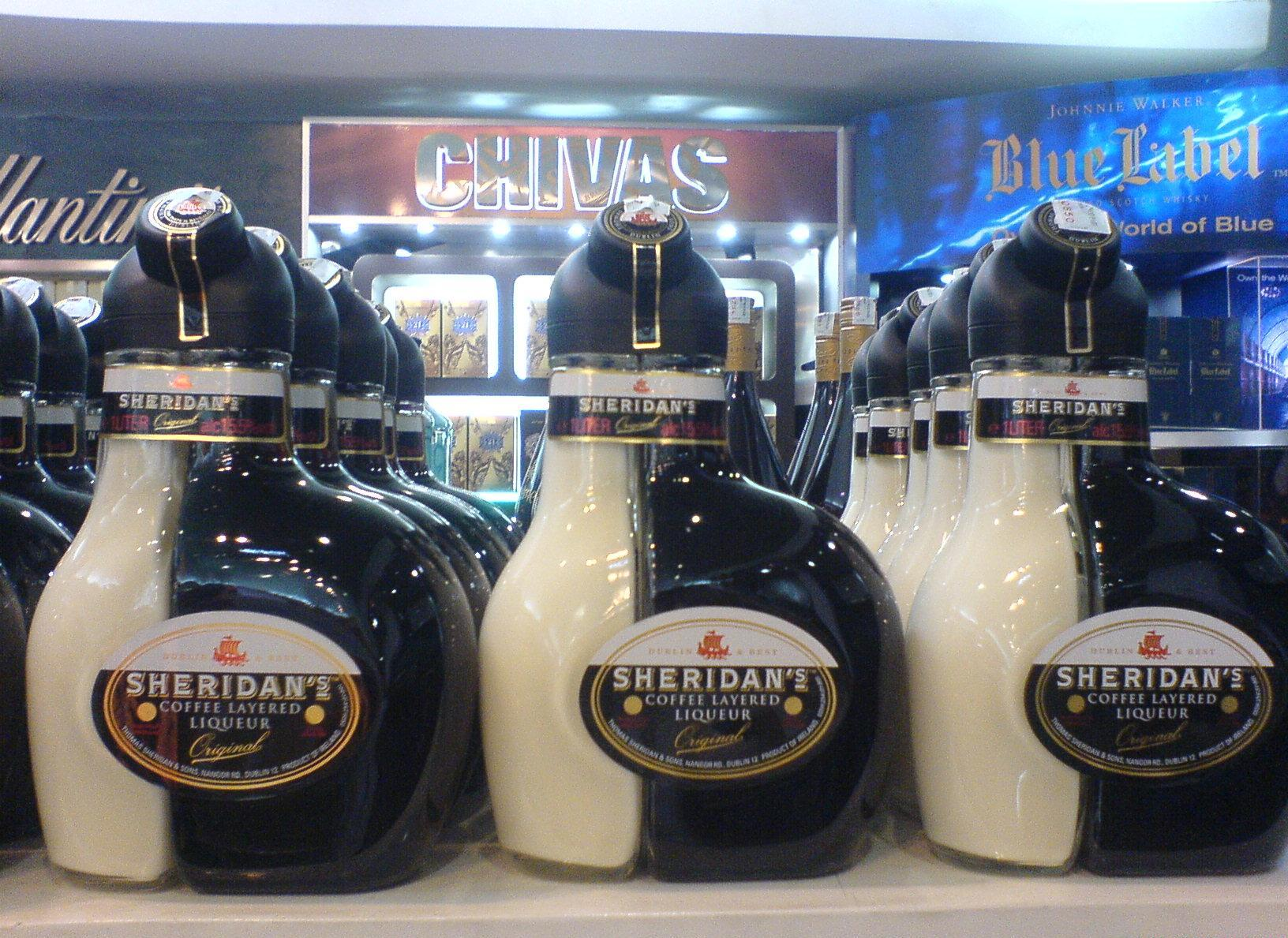
Bottiglie di Sheridan's all'Aeroporto internazionale di Noi Bai duty free shop

Lo Sheridan's è una bevanda alcolica composta da 2 liquori, uno alla crema di latte e uno al caffè prodotto a partire dal 1994 a Dublino dalla Thomas Sheridan & Sons.  Il design è stato sviluppato da PA Consulting Group. Grazie al suo design innovativo Sheridan è stato premiato nel 1995 alla medaglia d'oro della mostra Monde Selection di Bruxelles.

## Descrizione
I due liquori sono divisi nella stessa bottiglia. La parte superiore consente a due uscite di far sgorgare un 'filo' di entrambi i liquori, cosicché gli stessi si miscelino direttamente nel bicchiere.
Il liquore va servito ad una temperatura tra 5° e 25°: è meglio quindi tenerlo in un posto fresco.